# خورشیدگرفتگی ۱۶ فوریه ۱۹۹۹
خورشیدگرفتگی ۱۶ فوریهٔ ۱۹۹۹ (به انگلیسی: Solar eclipse of February 16, 1999) یک خورشیدگرفتگی از نوع خورشیدگرفتگی حلقه‌ای است. این خورشیدگرفتگی در تاریخ ۱۶ فوریهٔ ۱۹۹۹ میلادی (‎۲۷ بهمن ۱۳۷۷ خورشیدی) روی داد که زمان اوج آن، ساعت ۶:۳۴:۳۸ به‌وقت ساعت هماهنگ جهانی بوده‌است. مدت زمان و طول این خورشیدگرفتگی ۰ دقیقه و ۴۰ ثانیه بود.